# Shangri-La (álbum de Wraygunn)
Shangri-La é o terceiro álbum de estúdio da banda portuguesa Wraygunn. O álbum conta com a participação de Matt Verta-Ray (Speedball Baby, Heavy Trash) e Pedro Vidal (Blind Zero). O teledisco de "She's a Go-go Dancer", o tema de apresentação de "Shangri-La" conta com a participação de Victor Gomes.
| Críticas profissionais                                                      | Críticas profissionais |
| Avaliações da crítica                                                       | Avaliações da crítica  |
| Fonte                                                                       | Avaliação              |
| --------------------------------------------------------------------------- | ---------------------- |
| Disco Digital                                                               | (favorável)            |
| Esta tabela precisa de ser acompanhada por texto em prosa. Consulte o guia. |                        |

## Faixas
1. Ain't it Nice
2. Love Is My New Drug
3. She's a Go-Go Dancer
4. Love Letters From a Muthafucka
5. Everything's Gonna Be Ok
6. Hoola Hoop Woman
7. Rusty Ways
8. Just a Gambling Man
9. LadyLuck
10. Work Me Out
11. Silver Bullets
12. Boom Boom Ah Ah
13. No More, My Lord

## Formação
- Paulo Furtado (voz e guitarras),
- Raquel Ralha (voz),
- Sérgio Cardoso (baixo),
- Francisco Correia (sampler, gira-discos e outros objectos),
- Pedro Pinto (bateria e percussões),
- João Doce (bateria e percussões).